# Luís Villafuerte
Luís Robredo Villafuerte Sr. (Naga, 29 agosto 1935 – Taguig, 8 settembre 2021) è stato un politico filippino.
Dal 1979 al 1981, nel corso dell'amministrazione di Ferdinand Marcos, ricoprì la carica di Ministro del Commercio. Più tardi fu eletto Governatore della provincia di Camarines Sur in due differenti occasioni (1986–1992; 1995–2004), distinguendosi per l'impegno in numerose iniziative per il sostegno dell'educazione ambientale e del marketing verde, nonché per la promozione dell'agricoltura biologica. Tra il 2004 e il 2013 fu membro della Camera dei rappresentanti delle Filippine, per il secondo e terzo distretto di Camarines Sur.
È il capostipite della famiglia Villafuerte, tra cui figurano anche il figlio Luís Jr. ed il nipote Luís III, anche loro entrati nel mondo della politica.

## Biografia
Nacque a Naga, nella provincia di Camarines Sur, uno dei sette figli del politico Mariano Enciso Villafuerte (1899–1942) e dell'insegnante Soledad de la Trinidad Robredo (1905–1945).
È sposato con Nelly Favis, giornalista del Manila Bulletin, con la quale ha avuto sei figli, tra cui Luís Jr, anch'egli entrato nel mondo della politica.
Il rapporto non idilliaco con il figlio Luís Jr. sfocia nel confronto politico con il nipote Luís III durante le elezioni del 2013, dal quale viene sconfitto per la carica di governatore della provincia.
È morto l'8 settembre 2021 presso il St. Lukes Medical Center di Taguig, all'età di 86 anni.